# Apaseo el Alto, Pueblo Nuevo
Apaseo el Alto är en ort i Mexiko.   Den ligger i kommunen Pueblo Nuevo och delstaten Guanajuato, i den centrala delen av landet, 260 km nordväst om huvudstaden Mexico City. Apaseo el Alto ligger 1 709 meter över havet och antalet invånare är 170.
Terrängen runt Apaseo el Alto är en högslätt. Runt Apaseo el Alto är det ganska tätbefolkat, med 239 invånare per kvadratkilometer. Närmaste större samhälle är Irapuato, 14,7 km norr om Apaseo el Alto. Trakten runt Apaseo el Alto består till största delen av jordbruksmark.